# Westwood (Los Angeles)
Westwood is een district in het westen van Los Angeles (Californië). Westwood is het best bekend als de vestigingsplaats van de Universiteit van Californië, Los Angeles (UCLA).
Westwood, gelegen in het centraal noordelijk deel van Los Angeles' West Side, wordt begrensd door Brentwood in het westen, Bel-Air in het noorden, Century City en Beverly Hills in het zuiden, West Los Angeles in het zuidwesten, Rancho Park in het zuidoosten en Sawtelle in het zuiden en zuidwesten.
Het bochtige stuk (ca. 2 mijl) van Wilshire Boulevard in het oosten van Westwood Village wordt gedomineerd door residentiële hoogbouw en is gekend als de "Millionaire's Mile" of "Golden Mile" of de "Wilshire Corridor". De penthouse-appartementen worden er vaak voor meer dan 20 miljoen dollar verkocht. Vele beroemdheden hebben een adres op Wilshire Boulevard in Westwood.
Vele van de permanente inwoners zijn van Europese en Iraanse oorsprong en leven doorgaans rijkelijk in de torenflats en in Holmby Hills, waar enkele van de meest luxueuze huizen van Los Angeles gelegen zijn.
De handelszaken die uitgebaat worden door de Iraanse gemeenschap zijn vooral te vinden langs Westwood Boulevard, ook wel Little Persia (Klein Perzië) genoemd.

## Geboren in Westwood
- Heather Locklear (1961), model en actrice

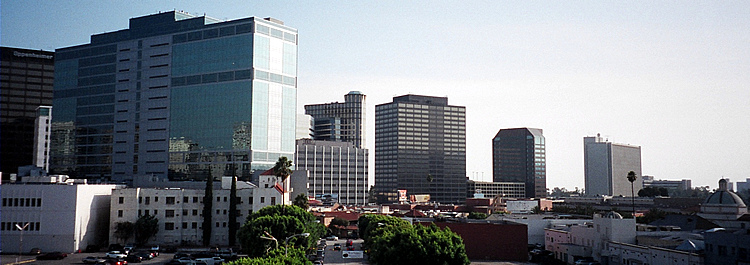
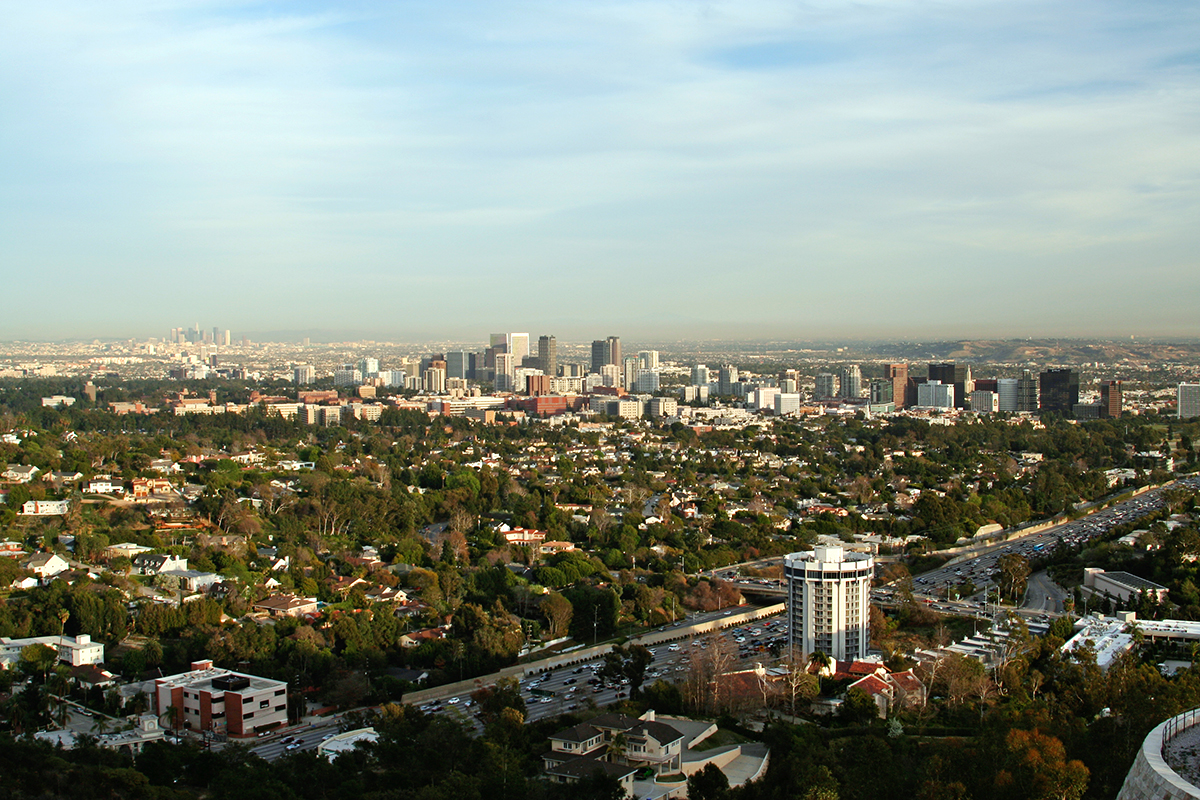
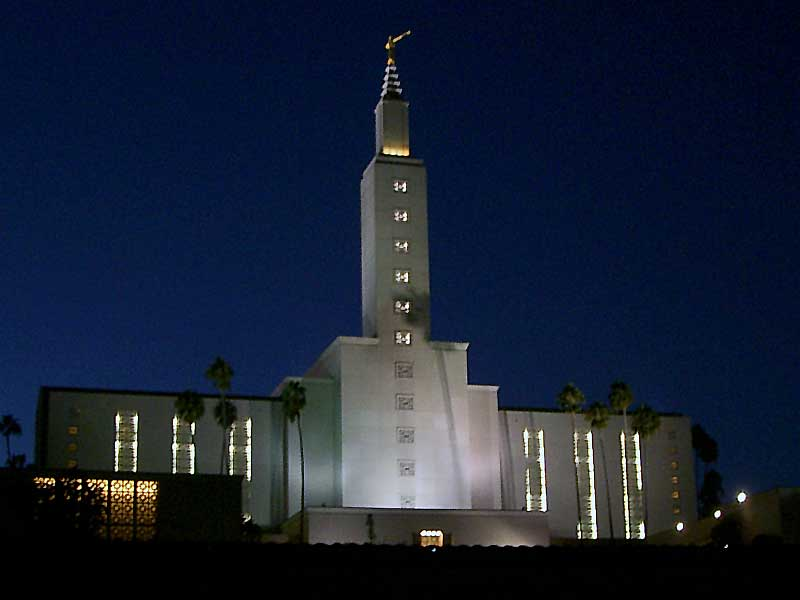
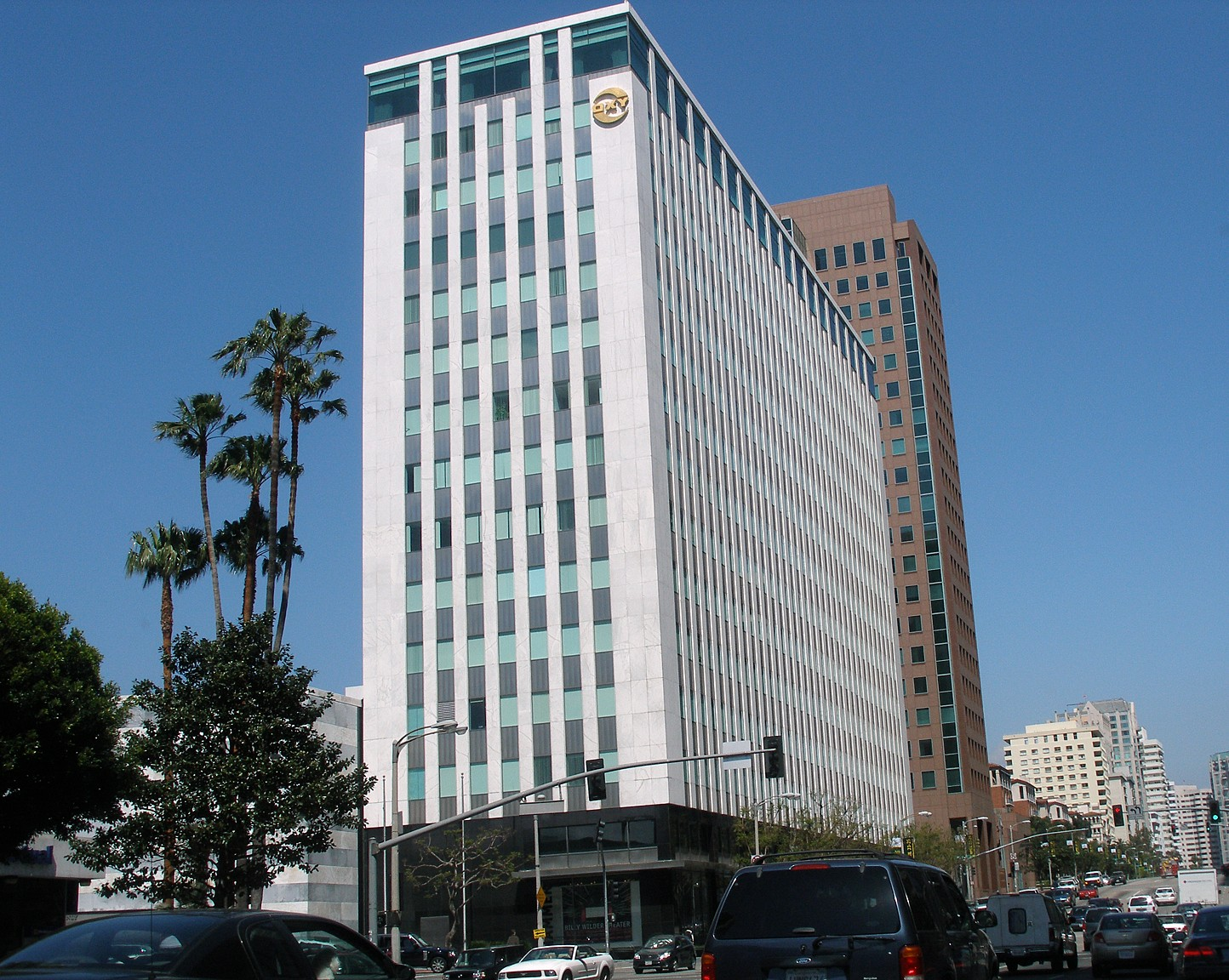
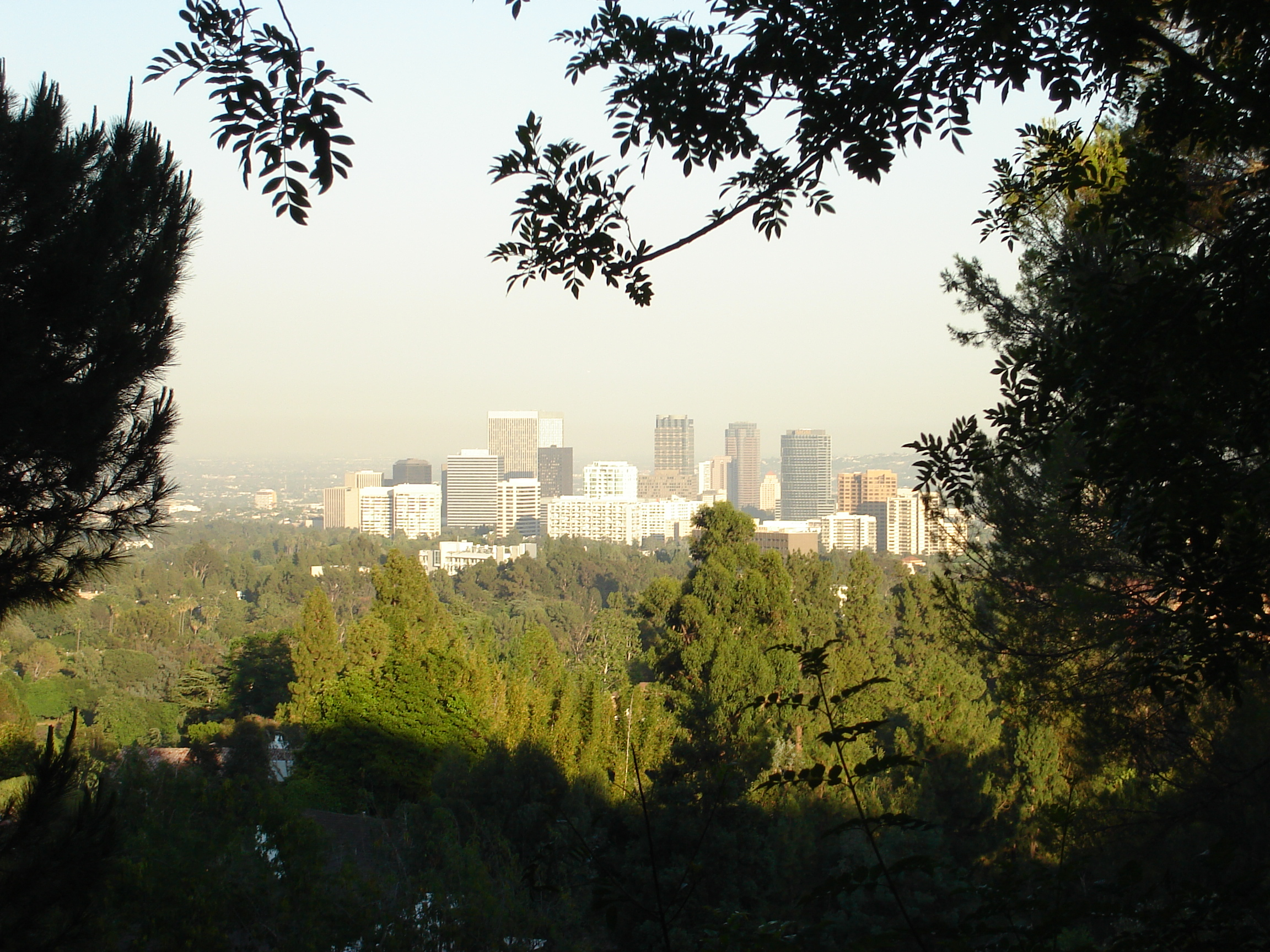
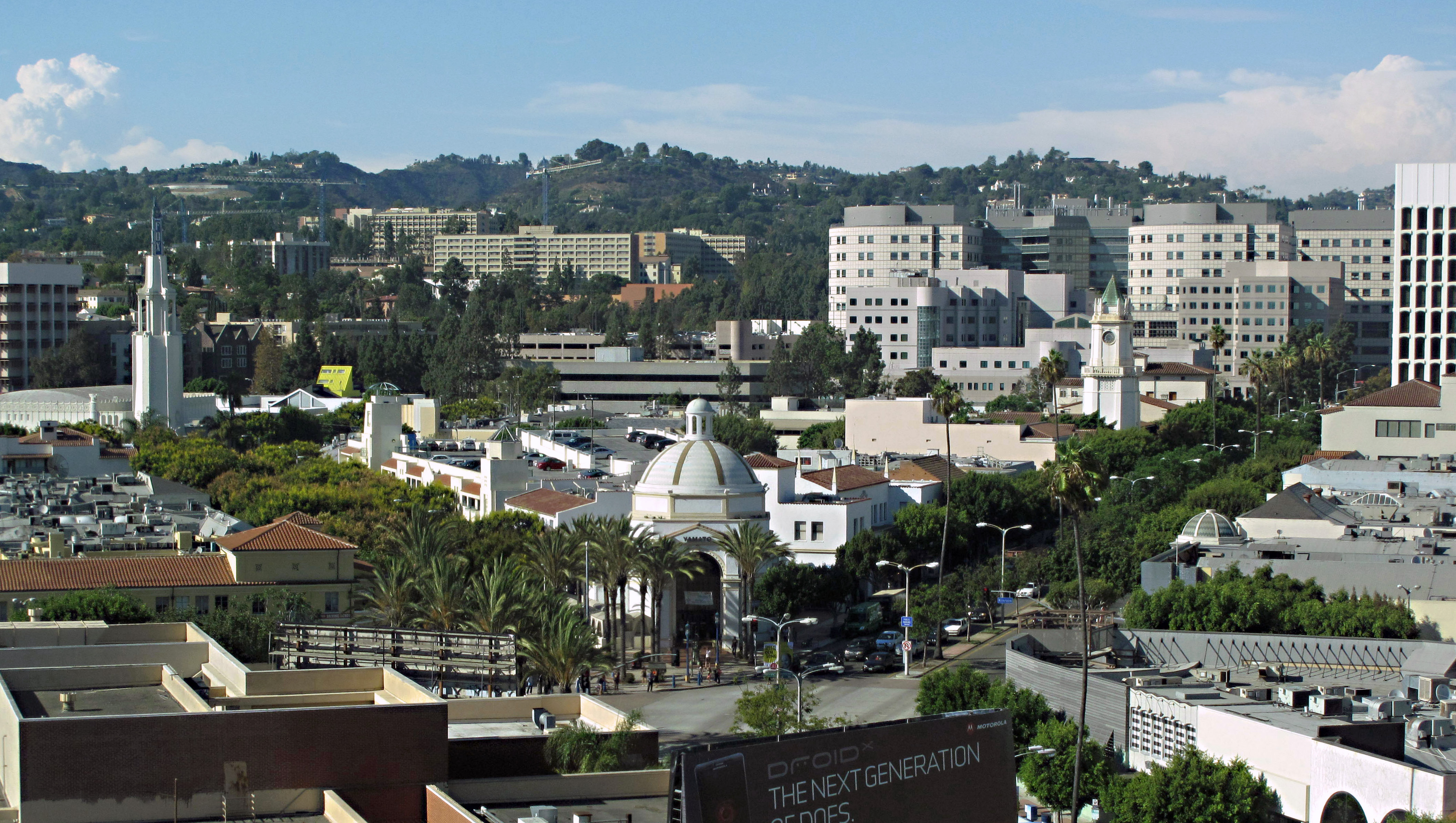
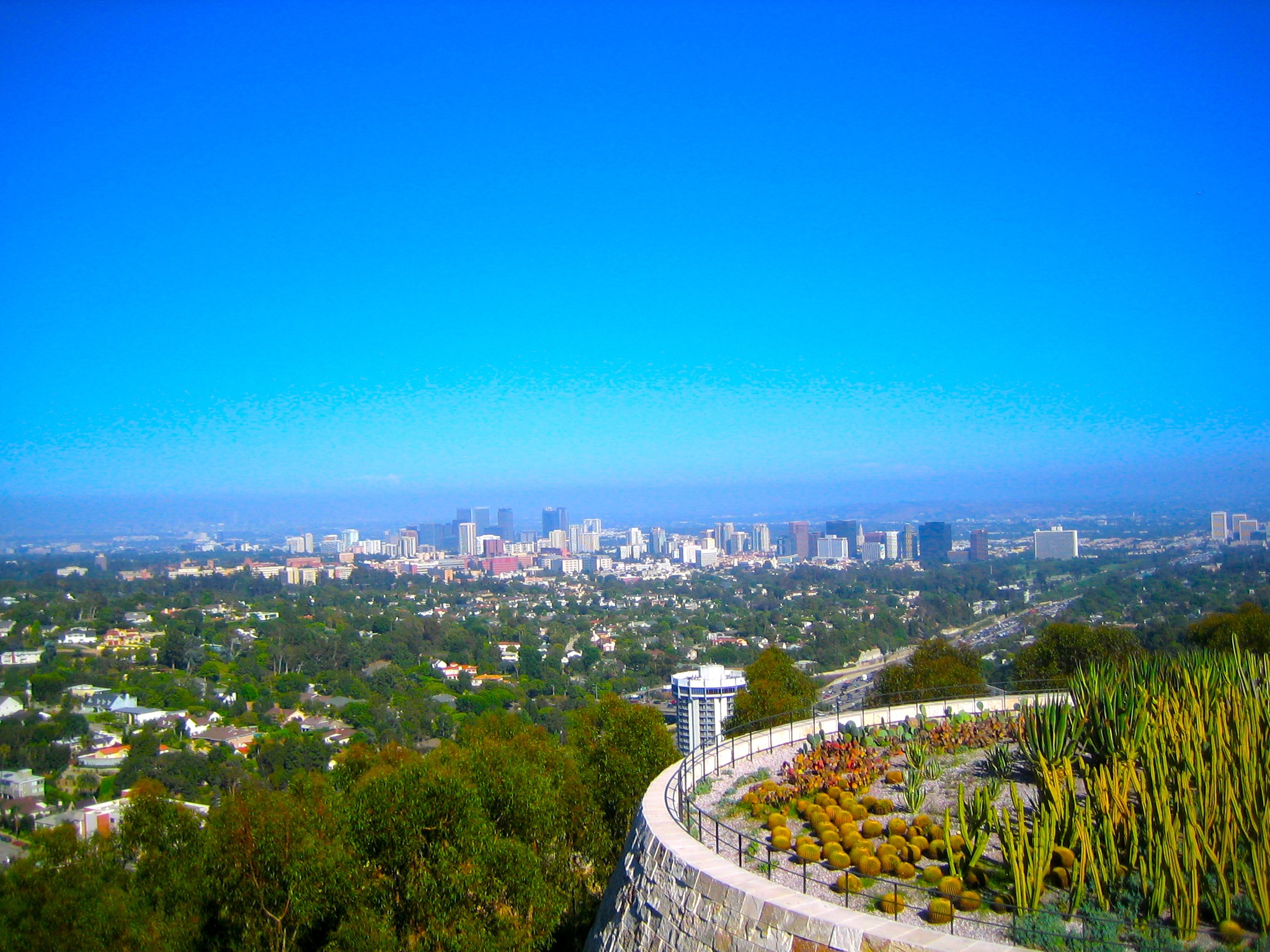